# پلامب (خواننده)
پلامب (به انگلیسی: CeCe Peniston) با نام کامل تیفانی آربوکل لی (به انگلیسی: Tiffany Arbuckle Lee) (زاده ۹ مارس ۱۹۷۵) خواننده، ترانه‌سرا و نویسنده آمریکایی است. 